# Helichrysum mossamedense
Helichrysum mossamedense là một loài thực vật có hoa trong họ Cúc. Loài này được (Hiern) Mendonça mô tả khoa học đầu tiên.